# Рітто

Рітто́ (яп. 栗東市, りっとうし, МФА: [ɾit̚.toː ɕi̥]?) — місто в Японії, в префектурі Сіґа. Розташоване в центральній частині префектури, в басейні річки Ясу.   Виникло на основі постоялого містечка на Східноморському шляху. Отримало статус міста 2001 року. Площа становить 52,75 км². Станом на 1 серпня 2011 року населення складало 63 951  осіб, густота населення — 1210 осіб/км².  Основою економіки є сільське господарство, харчова промисловість, машинобудування, комерція.  В місті розташовані синтоїстське святилище Оцукі, буддистський монастир Консьо, тренувальний центр Японського товариства кінських перегонів. 